# Hacılar (Dereköy), Bergama
Hacılar, Dereköy là một xã thuộc huyện Bergama, tỉnh İzmir, Thổ Nhĩ Kỳ. Dân số thời điểm năm 2010 là 213 người.